# Miki Levi
Mikhael Miki Levi sau Mickey Levy (în ebraică: מיכאל מיקי לוי, născut la 21 iunie 1951 la Ierusalim) este un ofițer de poliție în retragere și om politic israelian din partidul de centru Yesh Atid (Avem un viitor), a fost președintele Knessetului, parlamentul Israelului, între 13 iunie 2021 - 13 decembrie 2022. După decembrie 2022 el îndeplinește functia de președinte al Comisiei Knessetului pentru Controlul Statului.
Levi are gradul de general de poliție și a îndeplinit în trecut funcția de comandant al poliției din districtul Ierusalim și de atașat de poliție al Israelului în Statele Unite. Este din anul 2013 deputat în Knesset din partea partidului Yesh Atid de sub conducerea lui Yair Lapid și a fost în trecut ministru adjunct de finanțe.

## Biografie
Miki Levi s-a născut în 1951 la Ierusalim, în Israel, ca fiul mai mare dintre cei cinci copii ai lui Sara si Matzliakh Levi, evrei originari din Cizre, în Kurdistanul turcesc.;  Levi a făcut serviciul militar regulat de trei ani și apoi încă trei ani în brigada de parașutiști, iar apoi s-a angajat în poliție. Majoritatea serviciului sau in poliție a efectuat-o în districtul său natal, Ierusalim. Are titlul de licențiat în științe sociale și de master în științe pedagogice la Universitatea din Haifa
În anii 1982-1987 Levi a fost ofițer pentru resurse speciale în Unitatea centrală specială Yamam (de combatere a terorismului) din cadrul poliției, apoi comandant al unei companii de grăniceri din Ierusalim, ofițer de informații în cadrul forțelor de grăniceri la Ierusalim, comandant adjunct al grănicerilor la Ierusalim, comandant al poliției capitalei, comandant adjunct al districtului de poliție Ierusalim și comandant adjunct al districtului de poliție Iudeea și Samaria. 
În decembrie 2000 Levi a fost avansat la gradul de general de poliție , în ebraică - nitzav -, și în funcția de  comandant al districtului de poliție Ierusalim si s-a confruntat de la bun început cu evenimentele sângeroase ale celei de-a Doua Intifada, cunoscută ca Intifada Al-Aqsa, închiderea birourilor palestiniene de la „Orient House”, tulburări pe Muntele Templului, violențe pe terenurile de fotbal, a răspuns de arestarea unor fruntași ai lumii interlope, ancheta prăbușirii sălii de nunți „Versailles” etc. Perioada comandei sale a fost marcată de valul de teroare în cursul căruia Ierusalimul a fost lovit de numeroase atentate sinucigașe organizate de mișcări teroriste palestiniene precum Hamas, Tanzim etc. El a apărut in acea perioadă adesea în mass media și a trezit simpatie în public. În momentul unuia din atentate a suferit un atac de cord dar nu a plecat de la fața locului pentru a se îngriji decât după ce ultimii dintre răniți și morți au fost evacuați.
În 2003 a fost candidat la funcția de Inspector general al poliției israeliene, dar ministrul pentru securitatea internă Hanegbi l-a preferat pe generalul Moshe Karadi. Karadi l-a numit atașat de poliție la Washington.
În anul 2007 ministrul Dichter a propus numirea lui Levi ca adjunct al inspectorului general al poliției, dar în cele din urmă, după numirea generalului Dudi Cohen în fruntea poliției, Levi a renunțat de a mai candida la postul de adjunct.   
În anul 2008 Levi a devenit director general al companiei de autobuse Egged.
Înainte de alegerile pentru Knesset din anul 2013 Levi s-a alăturat partidului de centru Yesh Atid de sub conducerea lui Yair Lapid, ocupând locul al 11-lea pe listă. După ce partidul a obținut 19 locuri în Knesset, în aprilie 2019 Levi a făcut parte împreună cu lista Yesh Atid din coaliția Kahol -Lavan (Albastru-Alb) și a fost unul din cei 35 deputați ai acestei coaliții de opoziție. 
La 13 iunie 2021 în urma alegerilor din martie 2021 și a acordului Bennett-Lapid de alcătuire a unei coaliții guvernamentale de dreapta-centru-stânga, Miki Levi a fost ales președinte al Knessetului în locul lui Yariv Levin din partidul Likud. 

### Viața privată
Miki Levi este căsătorit și are patru copii. El locuiește la Mevasseret Tzion, lângă Ierusalim.
În noiembrie 1990 fratele său, Pini Levi, concentrat ca militar în rezervă, a fost omorât de un terorist palestinian infiltrat prin granița iordaniană. Fratele său mai tânăr, Ronen, a murit cu jumătate de ani mai înainte într-un accident rutier.